# Monika Enterprise
Monika Enterprise ist ein Independent-Label aus Berlin. Es wurde 1997 von Gudrun Gut gegründet. Das Label wird in Deutschland über Indigo vertrieben.

## Labelgeschichte
Laut Gudrun Gut benannte sie das Label nach einem ihrer beiden Goldfische, der Selbstmord beging:

„Once upon a time I had two goldfishes. The suicide of one of them inspired me to call my label ‚Monika Enterprise‘ - in memoriam to my beloved goldfish ‚Monika‘…“

Die veröffentlichte Musik bewegt sich zwischen Elektronik und Industrial und ist pop-affin, meistens stammt sie von Frauen. Die erste Veröffentlichung war Quarks auf 500 Stück limitierte 7″-Single Wiederkomm / Geklopft. In der Indie-Szene wurde das Stück schnell zum Hit und zwei Jahre später als Kikyo neu in einer japanischen Version veröffentlicht. Mit dem Quarks-Album Zuhause folgte im Oktober des gleichen Jahres der erste Longplayer des Labels.
Das Stück Kaltes Klares Wasser, das Gut 1981 mit ihrer Band Malaria! aufgenommen hatte, erschien 2000 bei Monika Enterprise im Remix von Chicks on Speed und erreichte die deutschen Top 20.
Weitere Alben erschienen von Barbara Morgenstern (Fjorden, 2000), Masha Qrella (Luck, 2002), Contriva (If You Had Stayed..., 2003), Cobra Killer (76/77, 2004) und James Figurine (Mistake Mistake Mistake Mistake, 2006).
2007 erschien Gudrun Guts Album I Put a Record On, das von der Kritik positiv aufgenommen wurde.
Unter dem Namen „Monika Werkstatt“ veranstaltet das Label in ganz Europa Workshops und Diskussionen. Dabei wird Wert auf Interaktion mit dem Publikum gelegt, es werden aktuelle Werke als „Work in Progress“ präsentiert. Zum 20-jährigen Label-Jubiläum erschien 2017 ein gleichnamiger Sampler: Dafür arbeiteten Künstlerinnen in Gudrun Guts Gästehaus zunächst zusammen und stellten die Tracks anschließend einzeln fertig.

## Künstler (Auswahl)
- Chica and the Folder
- Cobra Killer
- Figurine
- Gudrun Gut
- Komëit
- Michaela Melián
- Milenasong
- Barbara Morgenstern
- Masha Qrella
- Quarks
- Robert Lippok

## Kompilationen
- Musik fürs Wohnzimmer
- Santa Monika
- Raumschiff Monika
- Monika Force
- 4 Women No Cry Vol.1
- 4 Women No Cry Vol.2